# مالی‌بیگلی جمشید
مالی‌بیگلی جمشید (ترکی آذربایجانی: Malıbəyli Cümşüd) خواننده آذربایجانی قرون ۱۹ و ۲۰ و نماینده مکتب موسیقی قره‌باغ بود.

## زندگی‌نامه
مالی‌بیگلی جمشید در سال ۱۸۴۵ در روستای مالی‌بیگلی شهر شوشی به دنیا آمد. جمشید که در سن ۴ یا ۵ سالگی پدرش را از دست داد، مدتی به شغل مهتر و گاری‌چی پرداخت و بعدها با بروز علاقه اش به موسیقی، در کاروانسرای «خان باغی» با همراهی تارزن «بالیجعلی بخشی» شروع به اجرای موسیقی کرد. در سنین ۲۰–۲۱ سالگی دیگر به عنوان آوازخوان به گروه‌های موسیقی قره‌باغ دعوت می‌شد.
سه‌گاه آذربایجانی، «شاهناز»، «اورتا ماهور»، شوشتر، موسیقی‌های مقامی کوبه ای همچون هئیراتی، «اوشاری»، از پراجراترین موسیقی‌هایی از مجموع اجراهای جمشید مالی‌بیگلی به‌شمار می‌روند. وی همچنین علاوه بر اینکه در مراسم‌های عروسی روستایی نیز آوازخوانی می‌کرد، در ضیافت‌ها نیز ترانه‌های عامیانه‌ای نظیر «آی دریا کناریندا»، «ایستیکانین دشیلسین»، «گلیرم، گدیرم، خبرین اولسون»، «آی بالا فاطما»، «قاپیدا دوران منم، من»، «منی دوری فلک قویموش»، «ممه‌لر» و غیره… را اجرا می‌کرد.
هنگامی که جمشید مالی‌بیگلی غزل و ابیاتی برای آوازخوانی انتخاب می‌کرد، به آثار ملاپناه واقف، خورشیدبانو ناتوان و عاشیق علی‌عسگر برتری می‌داد. از وی همراه با «جوادبیگ علی‌بیگ‌اوغلو»، تارزن و «کاراپت»، نوازنده کمانچه، چندین بار به مجالس عروسی در شهرهای تبریز، رشت، انزلی و قزوین ایران دعوت شده بود.
خواننده همچنین در برنامه‌های موسیقی و کنسرت‌های شرقی برگزار شده در شوشی حضور می‌یافت. پول‌های جمع‌آوری شده از آن برنامه‌ها و کنسرت‌ها عمدتاً برای رفع نیازهای دانشجویان مورد استفاده قرار می‌گرفت.
در سال ۱۹۱۳ با دریافت دعوتنامه از شرکت سهامی «اکسترافون» که در کی‌یف فعالیت می‌کرد، راه آن شهر را در پیش گرفت و در آنجا موسیقی‌های مقامی «سگاه»، «ماهور»، «راست» و تعدادی دیگر از تصنیف‌ها را آواز خوانده و بر روی صفحه گرامافون ضبط کرد.
جمشید مالی‌بیگلی در سال ۱۹۱۵، در حدور سن ۷۰ سالگی زندگی را بدرود گفت.